# Actif (sexualité)
Pour les articles homonymes, voir Actif.

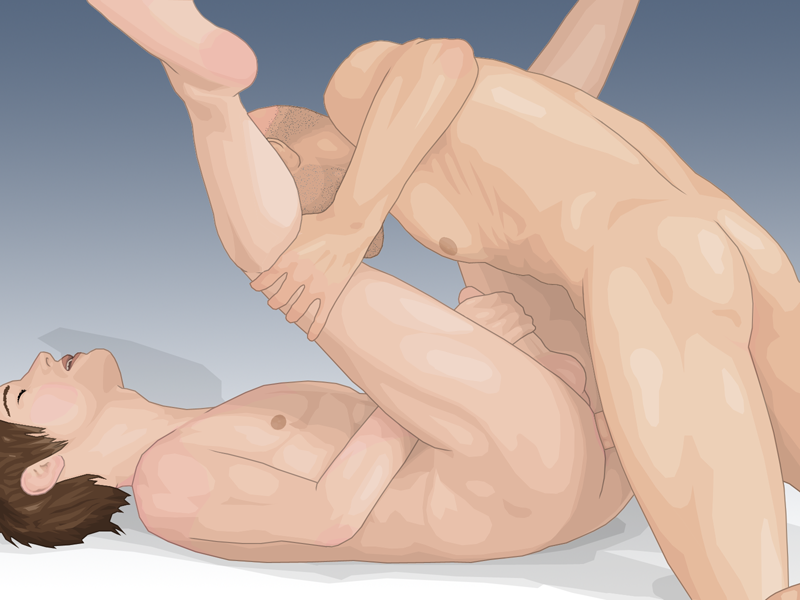
Dans cette position sexuelle du missionnaire, l'actif se trouve à droite et le passif à gauche.

Dans une relation homosexuelle, le terme actif renvoie à la position adoptée par la personne qui pénètre analement ou oralement son partenaire, celui-ci adoptant la position opposée et étant donc désigné comme passif.  
Par extension, le mot actif s'emploie aussi pour identifier celui qui préfère cette position sexuelle, ou bien celui qui souhaite occuper un rôle plus dominant pendant le coït, selon le concept traditionnel de l'identité masculine.  
Ce terme se rapporte à la sexualité, aussi le rôle passif n'induit pas nécessairement une identité plus « efféminée ». Les rôles sexuels ne dépendent pas de la façon d'exprimer le genre.  
La personne qui choisit indistinctement l'une ou l'autre de ses positions sexuelles est nommée « versatile ». 
Ce terme est employé tant pour les relations lesbiennes que pour les relations entre des homosexuels hommes. 

## Sociologie
Une étude conduite par l'IFOP en 2018 montre que les actifs ont tendance à faire beaucoup moins de tâches ménagères que leurs conjoints (et inversement pour les passifs) ; le responsable de l’expertise « Genre, sexualités et santé sexuelle » de l'institut conclue que actif et passif « renvoient toujours à des styles de comportement et de présentation de soi socialement codés comme masculin ou féminin. »

## Histoire
Actuellement, le choix de la position sexuelle dépend des préférences sexuelles de chaque individu. Pourtant, historiquement cela n'a pas toujours été un choix personnel, mais était déterminé par le rôle social que devait occuper l'individu selon son âge, sa classe et son statut. Dans la Grèce classique, l'actif occupait un rôle dominant ou d'instructeur, alors que le passif était généralement plus jeune ou moins avantagé socialement. Aussi, l'homosexuel actif a été objet d'une moindre discrimination que l'homosexuel passif dans de nombreuses civilisations, voire d'aucune forme de persécution. L'exemple extrême, dans des cultures comme celles des Vikings, le viol homosexuel constituait un acte de virilité guerrière pour l'actif, mais une grande humiliation pour le passif. 
Aujourd'hui encore, certaines cultures non occidentales considèrent que l'actif n'est pas tout à fait homosexuel.

### Pegginget BDSM
L'expression applicable aussi dans le cas de la pratique hétérosexuelle du pegging, dans celle la femme est « active » et pénètre l'homme « passif » au moyen d'un sex-toy. Dans le BDSM, le terme actif s'applique aux personnes qui exercent le rôle dominant.

### Codes
Depuis les années 1970, d'abord aux États-Unis puis dans le reste de l'Occident, les homosexuels actifs se reconnaissent grâce à un jeu de clefs, un bracelet de cuir ou un bandana de couleur dépassant de sa poche gauche du pantalon. Dans ce dernier cas, la couleur du bandana communiquait en plus d'autres préférences sexuelles.

## Autres termes
- En anglais l'actif est nommé top (« [celui qui va] en dessus », en opposition à bottom, « [celui qui va] en dessous », passif) bien que ceci n'implique pas nécessairement que la personne en question se place en dessus durant le coït.
- Au Mexique l'actif est populairement appelé mayate ou mayatón (ces termes font allusion à un type de coléoptère qui pousse une boule de sa propre matière fécale).